# Ražnjići
Ražnjići är en serbisk [källa behövs] kötträtt som påminner mycket om den grekiska souvlakin. Ražnjići är populärt i alla forna jugoslaviska delstater och serveras i flera olika varianter. Vissa använder bara fläsk, andra använder en kombination av griskött och nötkött, och ibland lamm. Köttet är oftast marinerat innan det sätts på spett och grillas.
Pileći ražnjići är en annan grillspettsspecialitet från Serbien gjorda på kycklingfileer lindade i bacon.